# Досонов свет
Досонов свет (енгл. Dawson's Creek) америчка је тинејџерско-драмска телевизијска серија о групи блиских пријатеља у измишљеном граду Кејпсајду, у Масачусетсу. Аутор серије је Кевин Вилијамсон, а приказивана је између 1998. и 2003. године.
Уз серију Бафи, убица вампира, Досонов свет је постао главни садржај мреже The WB, а њена глумачка постава је остварила међународни успех. Entertainment Weekly је сврстао серију на 90. место топ-листе „Нови ТВ класици” за 2007. годину. Заслужна је за почетак бума серија усредсређених на тинејџере крајем 1990-их, који се наставио почетком 2000-их.

## Радња
Досон Лири је 15-годишњи амбициозан филмски стваралац у малом граду Кејпсајду, у Масачусетсу. Још од детињства, најбољи је пријатељ са Џозефином „Џои” Потер, која сваки дан мердевинама долази у његову собу како би гледали филмове. Она је изгубила мајку од рака, а отац јој у затвору због трговине дрогом, те живи са старијом сестром Беси која води ресторан. Досон ради у видеотеци са својим другим најбољим пријатељем Пејсијем Витером, разредним шаљивџијом који се често препире са Џои. Досон и Џои су заљубљени једно у другом, али њихова динамика се мења са доласком Џен Линдли, која је дошла из Њујорка да живи са бабом и дедом. Серија приказује одрастање ликова, док се истовремено бави темама као што су прва љубав, губитак драгих особа, излазак из ормара, хомофобија, друштвене класе, ментално здравље и развод.

## Улоге
| Глумац              | Улога        |
| ------------------- | ------------ |
| Џејмс ван дер Бик   | Досон Лири   |
| Кејти Холмс         | Џои Потер    |
| Мишел Вилијамс      | Џен Линдли   |
| Џошуа Џексон        | Пејси Витер  |
| Мери-Маргарет Хјумс | Гејл Лири    |
| Џон Весли Шип       | Мич Лири     |
| Мери Бет Пејл       | Евелин Рајан |
| Нина Репета         | Беси Потер   |
| Кер Смит            | Џек Макфи    |
| Мередит Монро       | Енди Макфи   |
| Бизи Филипс         | Одри Лидел   |

## Преглед серије
| Сезона | Сезона | Епизоде | Епизоде | Оригинално емитовање | Оригинално емитовање |
| Сезона | Сезона | Епизоде | Епизоде | Премијера            | Финале               |
| ------ | ------ | ------- | ------- | -------------------- | -------------------- |
|        | 1.     | 13      | 13      | 20. јануар 1998.     | 19. мај 1998.        |
|        | 2.     | 22      | 22      | 7. октобар 1998.     | 26. мај 1999.        |
|        | 3.     | 23      | 23      | 29. септембар 1999.  | 24. мај 2000.        |
|        | 4.     | 23      | 23      | 4. октобар 2000.     | 23. мај 2001.        |
|        | 5.     | 23      | 23      | 10. октобар 2001.    | 15. мај 2002.        |
|        | 6.     | 24      | 24      | 2. октобар 2002.     | 14. мај 2003.        |